# Храбушице
Храбушице (слч. Hrabušice) насељено је мјесто са административним статусом сеоске општине (слч. obec) у округу Спишка Нова Вес, у Кошичком крају, Словачка Република.

## Становништво
| Година:    | 1994. | 2004.    | 2014.   | 2024.   |
| ---------- | ----- | -------- | ------- | ------- |
| Број људи: | 2018  | 2249     | 2436    | 2602    |
| Разлика:   |       | +11,44 % | +8,31 % | +6,81 % |

| Година:    | 2023. | 2024.   |
| ---------- | ----- | ------- |
| Број људи: | 2585  | 2602    |
| Разлика:   |       | +0,65 % |

Према подацима о броју становника из 2011. године насеље је имало 2.393 становника.